# Der verrückte Professor (1996)
Der verrückte Professor (Originaltitel: The Nutty Professor) ist eine US-amerikanische romantische Komödie aus dem Jahr 1996. Es handelt sich um eine Neuverfilmung des gleichnamigen Films aus dem Jahr 1963 mit Jerry Lewis. Der Regisseur war Tom Shadyac, das Drehbuch adaptierten David Sheffield, Barry W. Blaustein, Steve Oedekerk und Tom Shadyac. Die Hauptrollen spielten Eddie Murphy, der mehrere Rollen übernahm, und Jada Pinkett Smith.
Im Jahr 2000 wurde die Fortsetzung Familie Klumps und der verrückte Professor (Nutty Professor II: The Klumps) veröffentlicht.

## Handlung
Sherman Klump ist ein stark übergewichtiger, beliebter Professor. Eines Tages lernt er die Professorin Carla Purty kennen und beschließt abzunehmen. In derselben Zeit wird er beauftragt, ein Mittel zur Unterstützung der Gewichtsabnahme zu entwickeln. Sein Dekan Richmond will Ergebnisse sehen, um von Unternehmer Harlan Hartley eine Förderung zu erhalten. Klump testet das Mittel an sich selbst.
Das Mittel verwandelt Klump in Buddy Love, einen schlanken, aber überheblichen Mann. Carla lernt ihn in dieser Gestalt kennen, ohne zu wissen, dass er der verwandelte Klump ist. Zuerst ist sie von ihm fasziniert.
Als Buddy Love mit drei Frauen im Bett landet, wird Carla wütend. Klump offenbart öffentlich, Buddy Love zu sein und nimmt seine frühere Gestalt wieder an. Hartley ist begeistert und verspricht die Förderung. Carla tröstet Sherman in der letzten Szene, Buddy Love sei ihr zu dürr.

## Kritiken
Der Film erhielt in Deutschland eher mäßige Kritiken. Die Darstellung Murphys wurde als „eitel“ bezeichnet, dem Film wurde in der Fernsehzeitschrift TV Spielfilm 21/1996 „Toiletten-Witz-Niveau“ bescheinigt. In den USA fielen die Kritiken etwas weniger negativ aus.
Das Lexikon des internationalen Films meinte: „Das Remake eines Jerry-Lewis-Films [...] läßt dem Hauptdarsteller Eddie Murphy allzu viel Spielraum für eine eitle Selbstdarstellung. Nur die Momente, in denen er als dicker Professor und ebensolcher Familienmitglieder brilliert, bieten Unterhaltungswert, auch dank schlagfertiger Dialoge.“
Die Deutsche Film- und Medienbewertung (FBW) verlieh dem Film das Prädikat wertvoll.

## Auszeichnungen
Der Film gewann den Filmpreis Oscar in der Kategorie Bestes Make-Up. In der gleichen Kategorie gewann er den BAFTA Award, in der Kategorie Beste Spezialeffekte wurde er für den BAFTA Award nominiert.
Eddie Murphy wurde für den Golden Globe in der Kategorie Bester Hauptdarsteller – Komödie oder Musical nominiert. Er gewann den Blockbuster Entertainment Award sowie den Saturn Award der Academy of Science Fiction, Fantasy & Horror Films und den National Society of Film Critics Award. Er wurde für den MTV Movie Award, den Image Award und den Golden Satellite Award nominiert.
David Newman gewann den BMI Film Music Award.